# Si Monumentum Requires, Circumspice
Si Monumentum Requires, Circumspice är ett album släppt 2004 av det franska black metal-bandet Deathspell Omega.

## Låtlista
1. First prayer
2. Sola Fide I
3. Sola Fide II
4. Second prayer
5. Blessed are the dead whiche dye in the Lorde
6. Hétoïmasia
7. Third prayer
8. Si monumentum Requires, Circumspice
9. Odium Nostrum
10. Jubilate Deo (O be joyful in the Lord)
11. Carnal Malefactor
12. Drink the Devil's Blood
13. Malign Paradigm